# Farnese, Italia
Farnese este o comună din provincia Viterbo, regiunea Lazio, Italia, cu o populație de 1.390 locuitori (1 ianuarie 2023) și o suprafață de 52,38 km².

## Demografie
Farnese - evoluția demografică

|  | Graficele sunt indisponibile din cauza unor probleme tehnice. Mai multe informații se găsesc la Phabricator și la wiki-ul MediaWiki. |

Date: Recensăminte sau birourile de statistică - grafică realizată de Wikipedia